# Махмуд-паша Ротља
Махмуд-паша Ротља (Ротуловић) је био призренски паша родом из села Ујмишта.
Иван Јастребов га спомиње као дјеломично поарнаућеног Србина. Тај паша још себе није сматрао Арнаутином, боље је говорио српски него арнаутски. Нема ни 100 година од Јастребовог доба како се Љума почела поарнаућивати. 